# Gül Gölge
Gül Gölge (anhörenⓘ; * 28. September 1981 in Izmir) ist eine türkische Entertainerin, Schauspielerin und Model.

## Leben
Gül Gölges Vater starb, als sie zwei Jahre alt war. Ihre Mutter ist eine Giritli Türk.
Bekannt wurde Gölge durch die Fernsehshow Canlı Canlı auf dem Sender Kanal D. Sie machte ihre Ausbildung in der Özel Türk Koleji in Izmir und danach in Istanbul. In Istanbul studierte sie außerdem an der İstanbul Bilgi Universität Film und Fernsehen. 1997 wurde die 182 cm große Gölge Zweite bei der Wahl zur Miss Turkey.
Gölge spielte bei folgenden Filmen mit Çiçek Taksi, Yapayalnız und Köpek. Seit 2005 moderiert sie die türkische Fernsehshow Canlı Canlı.
Sie lebt in Beykoz, Istanbul.

## Filmografie
- 1995: Çiçek taksi
- 2001: Yapayalniz
- 2005: Köpek